# Meinhart Maur
Meinhart Maur, auch Meinhardt Maur, gebürtig Menyhert Grünbaum (* 18. August 1884 in Hajdúnánás, Ungarn; † 1964 in London) war ein Schauspieler.

## Leben
Menyhert Grünbaum nannte sich seit 1903 Meinhart Maur, als er sich entschloss, nach Deutschland zu gehen. In Düsseldorf ließ er sich an der Schauspielschule künstlerisch ausbilden und ist dort erstmals 1905 mit einer Theaterrolle in dem Stück Der Graf von Charolais nachweisbar. Im Jahr darauf erhielt Maur eine Festanstellung als Schauspiel-Volontär an Louise Dumonts Schauspielhaus, dem er bis 1909 angehören sollte. Zu seinen Bühnenkollegen jener Jahre zählten Paul Henckels, Hermine Körner, Bernhard Goetzke und Eva Speyer. 1909 wechselte er nach Hildesheim, 1910 nach Koblenz und 1912 für sechs Jahre nach Mannheim. Im Herbst 1918 spielte Maur erstmals Rollen an Max-Reinhardt-Bühnen (Kammerspiele, Deutsches Theater, Kleines Schauspielhaus). Er übernahm die Hauptrolle in Reinhardts Inszenierung von Der Weibsteufel, spielte den Varennes in Dantons Tod, den Johannssen in Gespenstersonate, den Patriarchen von Jerusalem in Nathan der Weise, den Friedepohl in Frühlings Erwachen, den Kung Poti in Die Büchse der Pandora und den Pfefferkorn in Die Sendung Semaels. Dabei handelte es sich überwiegend um Inszenierungen Max Reinhardts der Jahre 1918 bis 1920.
Nahezu zeitgleich (1919) startete Meinhart Maur eine kurze aber intensive Filmtätigkeit. Am bekanntesten wurde seine Darstellung das Hadschi Halef Omar in drei frühen Karl-May-Verfilmungen („Die Teufelsanbeter“, „Auf den Trümmern des Paradieses“, „Die Todeskarawane“) des Jahres 1920. Bereits zwei Jahre darauf, nach einer eigenen Adaption von E.T.A. Hoffmanns "Die Elixiere des Teufels", beendete Maur vorläufig seine filmische Tätigkeit zugunsten seiner Theaterlaufbahn und einer Hörspieltätigkeit. Als 1923 der Unterhaltungsrundfunk in Deutschland eingeführt wurde, war Maur auch hier sowohl als Sprecher in Sendespielen als auch als Vortragskünstler mit eigenen Programmen zu hören.
So wirkte er z. B. schon 1925 in einer Funkaufführung von Fasnachtsspielen Hans Rosenplüts unter der Regie von Alfred Braun mit und sprach 1929 in Friedrich Wolfs berühmt gewordenem Hörspiel "SOS … rao rao … Foyn" den "Funker in Leningrad".
In diesen Jahren stand Maur nur noch gelegentlich vor Filmkameras. Der jüdische Künstler, der in der Anfangszeit des Dritten Reichs nur noch in jüdischen Veranstaltungen auftrat und dort Lesungen abhielt oder einzelne Szenen der Literatur nachspielte, floh 1936 vor den Nationalsozialisten und emigrierte nach England. Im selben Jahr sah man Maur dort in Alexander Kordas Künstlerbiografie Rembrandt. Ansonsten spielte Meinhart Maur anfänglich vor allem Theater (z. B. 1940 in dem Stück Address Unknown, 1944/45 in der schwarzen Komödie Arsen und Spitzenhäubchen und 1946 in Summer at Nohant), wirkte im Rundfunk mit und erhielt zuletzt kleine aber prägnante Nebenrollen in Billigfilmen ebenso wie in prätentiösen, ausstattungsträchtigen Produktionen wie "Hoffmanns Erzählungen" und "Boccaccios große Liebe". Im Alter von 70 Jahren zog sich Maur weitgehend ins Privatleben zurück, nachdem er 1954 den General Achmed Huda in der Folge The King's Four Wives der Fernsehserie Sailor of Fortune verkörpert hatte.
Maur war mit der Prager Theaterschauspielerin Annie Arden verheiratet, die mit ihm in Die Elixiere des Teufels vor der Kamera stand.

## Filmografie (Auswahl)
- 1919: Die Nackten – Ein sozialpolitischer Film
- 1919: Der Kampf um die Ehe – 2. Teil: Feindliche Gatten
- 1919: Die Toten kehren wieder – Enoch Arden
- 1919: Die Dame im Pelz
- 1919: Die Tragödie der Manja Orsan
- 1919: Der letzte Zeuge
- 1919: Die beiden Gatten der Frau Ruth
- 1919: Harakiri
- 1919/20: Die Spinnen (2 Teile)
- 1920: Niemand weiß es
- 1920: Dämmernde Nächte
- 1920: Sybill Morgan
- 1920: Die Teufelsanbeter
- 1920: Schneider Wibbel
- 1920: Va banque
- 1920: Auf den Trümmern des Paradieses
- 1920: Die Todeskarawane
- 1920: Das Fest der schwarzen Tulpe
- 1920: Der Weg, der ins Verderben führt
- 1921: Die Elixiere des Teufels (auch Drehbuch)
- 1924: Die Stimme des Herzens
- 1927: Regine, die Tragödie einer Frau
- 1931: Die Koffer des Herrn O.F.
- 1936: Rembrandt
- 1951: Hoffmanns Erzählungen (The Tales of Hoffmann)
- 1953: Boccaccios große Liebe (Decameron Nights)
- 1953: Es begann in Moskau (Never Let Me Go)
- 1954: Feuer über Afrika (Malaga)

## Hörspiele
- 1926: Gustav Freytag: Die Journalisten (Schmock, Mitarbeiter der Zeitung Coriolan) – Regie: Alfred Braun (Sendespiel (Hörspielbearbeitung) Funk-Stunde AG Berlin, Sendespielbühne – Abteilung: Schauspiel)
- 1926: Paul Rosenhayn: Der Mann unterm Bett. Sendespiel. (Der Einbrecher) (Zwei-Personen-Stück mit Hans Freundt und M. Maur) – Regie: Nicht angegeben (Originalhörspiel – NORAG)
- 1927: Romain Rolland: Ein Spiel von Tod und Liebe – Regie: Rudolf Rieth (Sendespiel (Hörspielbearbeitung) Westdeutsche Rundfunk AG, Köln (WERAG))
- 1929: Friedrich Wolf: SOS … rao rao … Foyn – „Krassin“ rettet „Italia“ (Funker in Leningrad) – Regie: Alfred Braun (Hörspiel – RRG)